# Río Bodión
El río Bodión es un curso de agua del interior de la península ibérica, afluente por la derecha del Ardila. Discurre por la provincia española de Badajoz.

## Curso
Discurre por la provincia de Badajoz. Tiene su origen en las sierras próximas a la localidad de Calera de León y fluye por los términos de Atalaya, Valverde de Burguillos y Valencia del Ventoso, antes de terminar desembocando en la margen derecha del río Ardila. Queda seco durante el periodo estival. Aparece descrito en el cuarto volumen del Diccionario geográfico-estadístico-histórico de España y sus posesiones de Ultramar de Pascual Madoz con las siguientes palabras:

BODION. riach en la prov. de Badajoz, part. jud. de Fuente de Cantos: nace de unas sierras junto á la v. de Calera de Leon, sigue por los térm. de Calzadilla de los Barros á cuyo lado O. y á 2 leg. recibe la ribera larga; continúa por los de Atalaya, Valverde de Burguillos y Valencia del Ventoso, desaguando en la márg. der. de. r. Ardila, en la confluencia justamente de los térm. del dicho Valencia y la v. de Burguillos: no tiene puentes; su curso segun resulta es de E. á O.; en el invierno es abundante de agua, y en el estio pierde su corriente, quedando solo algun charco para abrevadero.
(Madoz, 1846, p. 371)

Las aguas del río, perteneciente a la cuenca hidrográfica del Guadiana, acaban vertidas en el océano Atlántico.